# Medalles del Cercle d'Escriptors Cinematogràfics de 1958
La cerimònia de lliurament de les medalles del Cercle d'Escriptors Cinematogràfics de 1958 va tenir lloc el 24 de gener de 1959. Va ser la décimocuarta lliurament de aquestes medalles atorgades per primera vegada tretze anys abans pel Cercle d'Escriptors Cinematogràfics (CEC). Els premis tenien per finalitat distingir als professionals del cinema espanyol i estranger pel seu treball durant l'any 1958. La cerimònia es va celebrar a l'Hotel Castellana Hilton, igual que l'any anterior.
Es van lliurar vint-i-dos premis, igual que en l'edició anterior, encara que amb algun canvi. Van desaparèixer definitivament les medalles als millors actor i actriu estrangers en pel·lícula espanyola i, a canvi, es va introduir una medalla al millor director en pel·lícula estrangera. També es va concedir un premi especial d'interpretació a l'actriu argentina Analía Gadé pel conjunt de la seva obra. Les medalles van estar molt repartides, destacant el film Distrito Quinto amb quatre medalles: millor director i millor guió
per a Julio Coll, millor actor principal per a Albert Closas i millor música per a Xavier Montsalvatge. Per la seva part, La vida por delante va guanyar les medalles a millor pel·lícula i millor argument original per a Fernando Fernán Gómez, a més de l'esmentat premi a Analía Gadé, protagonista del film. En l'àmbit internacional, Las noches de Cabiria va obtenir les medalles a millor pel·lícula estrangera i millor actriu estrangera per a Giulietta Masina.

## Llista de medalles
| Categoria                          | Premiat                                 | Labor premiada              |
| ---------------------------------- | --------------------------------------- | --------------------------- |
| Millor pel·lícula                  | La vida por delante                     | pel·lícula                  |
| Millor director                    | Julio Coll                              | Distrito Quinto             |
| Millor actriu principal            | Sara Montiel                            | La violetera                |
| Millor actor principal             | Albert Closas                           | Distrito Quinto             |
| Millor actriu secundària           | Conchita Velasco                        | Muchachas en vacaciones     |
| Millor actor secundari             | Francisco Piquer                        | Rapsodia de sangre          |
| Millor fotografia en blanc i negre | Cecilio Paniagua                        | La noche y el alba          |
| Millor fotografia en color         | Alejandro Ulloa                         | Las chicas de la Cruz Roja  |
| Millor música                      | Xavier Montsalvatge                     | Distrito Quinto             |
| Millors decorats                   | Enrique Alarcón                         | La violetera                |
| Millor argument original           | Fernando Fernán Gómez                   | La vida por delante         |
| Millor guió                        | Julio Coll                              | Distrito Quinto             |
| Millor labor literària             | José Palau                              | [ nota 1 ]                  |
| Millor pel·lícula estrangera       | Las noches de Cabiria                   | pel·lícula                  |
| Premi Jimeno                       | Mateo Cano José Luis Merino (Directors) | Aquellos tiempos del cuplé  |
| Millor labor periodística          | Domingo F. Barreira                     | [ nota 2 ]                  |
| Millor libro                       | José María García Escudero              | Cine social                 |
| Millor curtmetratgee               | España 1800                             | De Jesús Fernández Santos   |
| Millor actriu estrangera           | Giulietta Masina                        | Las noches de Cabiria       |
| Millor actor edtranger             | Alec Guinness                           | El puente sobre el río Kwai |
| Millor director estrangero         | Elia Kazan                              | East of Eden                |
| Premio especial d'interpretació    | Analía Gadé                             | Conjunt de la seva obra     |